# Jihočeské muzeum v Českých Budějovicích
Jihočeské muzeum je muzejní instituce v Českých Budějovicích. Zřizovatelem muzea je Jihočeský kraj. Základ sbírek pochází ze sbírek městského muzea, které bylo v letech 1877 až 1903 umístěno v domě U tří korun vedle městské radnice. Hlavní expozice současného muzea se nachází v budově vystavěné v historizujícím novorenesančním slohu v letech 1899–1901 (architekt: Viktor Schwerdner). Nová budova byla otevřena veřejnosti v červnu 1903. V letech 2012 až 2015 byla provedena celková rekonstrukce muzea. Do zrekonstruované budovy byla umístěna nová expozice rozšířená o historii města České Budějovice.
Kromě hlavní budovy má Jihočeské muzeum stálou expozici lidového nábytku na tvrzi Žumberk, expozici věnovanou koněspřežní železnici v Muzeu koněspřežky v Mánesově ulici a stálou expozici, věnovanou Janu Žižkovi a historii husitství v Památníku Jana Žižky z Trocnova.

## Stálé expozice
- Historická budova Jihočeského muzea (Dukelská 1, České Budějovice) – příroda jižních Čech, pravěk, raný středověk, středověk
- Tvrz Žumberk – lidový nábytek
- Muzeum koněspřežky – expozice v bývalém strážním domku č. 1 koněspřežky v Českých Budějovicích, první koněspřežná železnice na evropském kontinentě
- Památník Jana Žižky z Trocnova – areál na území vesnice Trocnov u Borovan, stálá expozice věnovaná Janu Žižkovi a historii husitství

## Seznam ředitelů
Po založení muzea v roce 1877 zastával post ředitele volený předseda správního výboru. Část seznamu do roku 1945 není kompletní.
- Adolf Lindner  (Q95156260) (1877? – ≤1906) – jako předseda správního výboru
- Johann Löwenhöfer  (Q95089171) (~1906?–1912) – jako předseda správního výboru
- Richard Kristinus (1913–1926) – jako předseda správního výboru
- František Matouš  (Q95162419) (1930–?)
- Adalbert Wodiczka – německý správce v období druhé světové války (vystěhoval expozice a sály proměnil ve skladiště)
- Adolf Träger (1945–1948)
- Vladimír Diviš (1949–1953)
- Karel Pletzer (1953–1969)
- Evžen Schneider  (Q95102815) (1970–1986)
- Petr Šrámek  (Q135217004) (1986–1990)
- Pavel Šafr  (Q95171954) (1990–2014)
- František Štangl  (Q112542346) (2014–2023)
- Filip Lýsek (2023–)[2]

## Zajímavost
Podle muzea je pojmenovaná Jihčesmuzeum – planetka č. 10577, objevená r. 1995 Milošem Tichým.